# Bulgaars voetbalelftal (mannen)
Het Bulgaars voetbalelftal is een team van voetballers dat Bulgarije vertegenwoordigt in internationale wedstrijden en competities.

## Geschiedenis

### Beginjaren (1924–1960)
Bulgarije speelde in 1924 zijn eerste interland, het verloor met 0-6 van Oostenrijk. Voor de tweede wereldoorlog behoorde Bulgarije tot de zwakkere Europese landen, het nam nooit deel aan de Olympische Spelen en speelde voor het WK van 1934 en 1938 vijf kwalificatie-wedstrijden en haalde maar één gelijkspel met het doelsaldo: 4 voor en 21 tegen. Ook kwalificatie voor het WK van 1954 was niet best met één punt uit vier wedstrijden en de laatste plaats achter Tsjecho-Slowakije en Roemenië. Voor het WK van 1958 boekte Bulgarije zijn eerste zeges in een kwalificatie-toernooi tegen Noorwegen, maar Hongarije was tweemaal duidelijk te sterk. Een lichtpunt was een derde plaats op de Olympische Spelen in Melbourne, in een door boycots sterk devalueerd toernooi haalde Bulgarije de derde plaats na een 3-0 zege op India.

### Vijf WK's zonder overwinning (1960–1986)

#### WK 1962
Voornaamste tegenstander om zich te kwalificeren voor het EK van 1962 was Frankrijk, de nummer drie van het laatste WK, de uitwedstrijd werd kansloos met 3-0 verloren. In de return scoorde Iliev vlak voor tijd het winnende tijd en aangezien het doelsaldo nog niet toereikend was voor een beslissing moest er een beslissingswedstrijd gespeeld worden in Milaan. Dimitar Yakimov scoorde het winnende doelpunt en Bulgarije plaatste zich voor de eerste keer voor het WK. Het WK in Chili werd geen succes, na een 1-0 nederlaag tegen Argentinië volgde een duidelijke nederlaag tegen Hongarije: 6-1. De debutant eindigde het toernooi met een doelpuntloos gelijkspel tegen Engeland.

#### EK 1964
Het deelnemersveld voor het EK van 1964 bestond uit slechts vier landen, men moest drie Play-Off ronden overleven om de eindronde te halen. Het tweeluik tegen Portugal stond in het teken van twee ontluikende sterren: Georgi Asparuhov scoorde twee keer in de met 3-1 gewonnen thuiswedstrijd, Eusébio scoorde het tegendoelpunt. Nadat de wedstrijd in Lissabon met 3-1 werd verloren was er een beslissingswedstrijd nodig, Asparuhov scoorde het enige doelpunt. In de tweede ronde was opnieuw Frankrijk de tegenstander, na een 2-1 zege in Sofia verloor de ploeg in Parijs de wedstrijd in het laatste kwartier: 3-1.

#### WK 1966

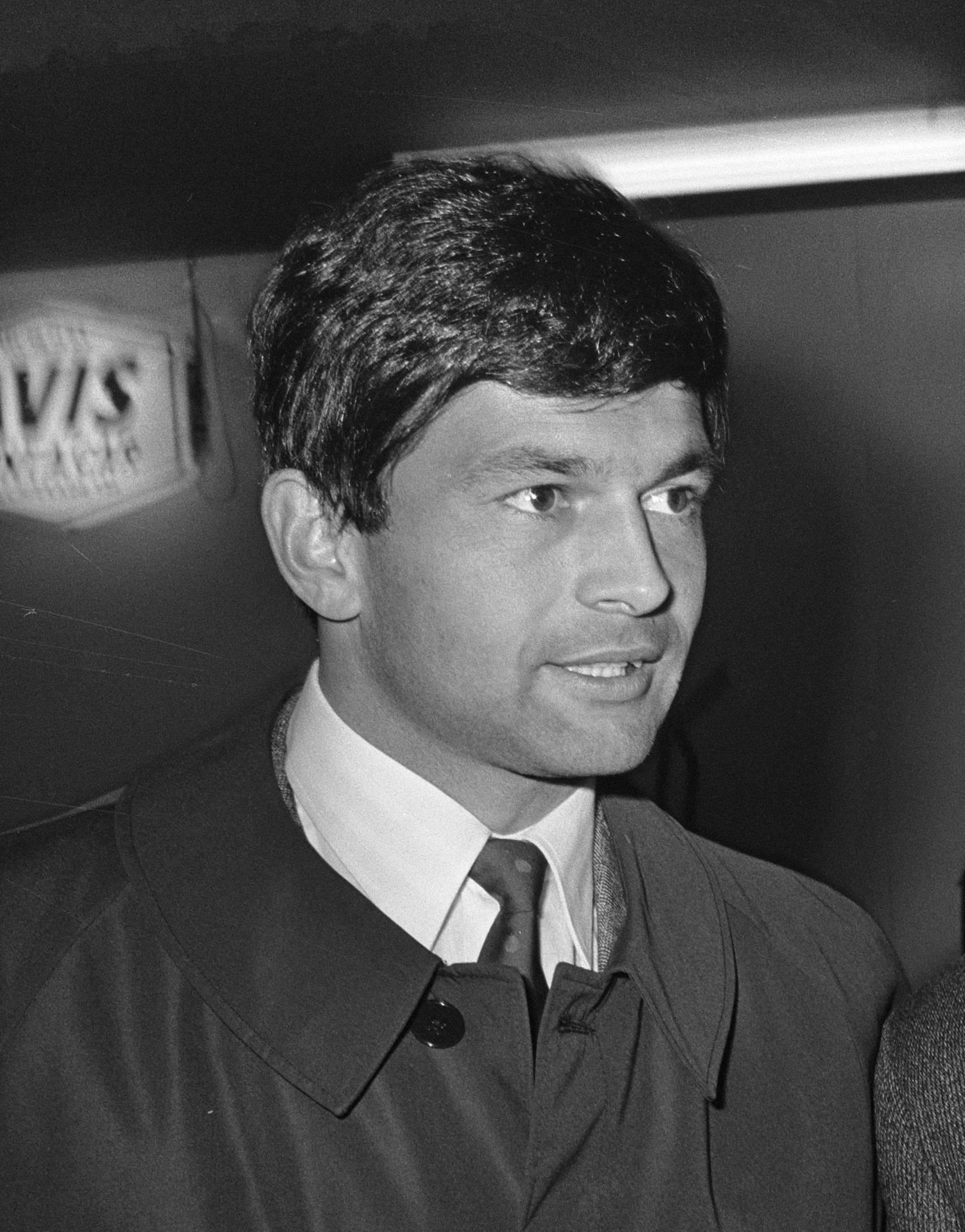
Georgi Asparuhov

In het kwalificatie-toernooi was België de voornaamste tegenstander, na een 3-0 zege in Sofia volgde een duidelijke 5-0 nederlaag in Brussel. Beide landen eindigde gelijk in punten en er moest andermaal een beslissingswedstrijd komen, in Florence won Bulgarije met 2-1 door twee doelpunten van Asparuhov. Verscheidene Europese topclubs wilden de aanvaller contracteren, maar de communistische regering liet hem niet gaan. Op het WK in 1966 maakte Bulgarije een goede indruk, maar in een sterk deelnemersveld werden drie nederlagen gelegen: 2-0 tegen Brazilië, 3-0 tegen Portugal en 3-1 tegen Hongarije.

#### EK 1968
Om de Play-Offs van het EK te halen was opnieuw Portugal de tegenstander, Bulgarije verwierf een goede uitgangspositie door tweemaal van Zweden te winnen, terwijl de Portugezen een thuisnederlaag tegen Zweden leden. In de onderlinge wedstrijd won Bulgarije met 1-0 door een doelpunt van Dinko Dermendzjiev, Italië was het laatste obstakel om de eindronde te halen. Voor 60.000 toeschouwers overklatsten de Bulgaren de Italianen, maar door een tegendoelpunt zes minuten voor tijd viel de zege karig uit: 3-2. In Milaan waren de rollen omgedraaid, voor 90.000 toeschouwers wonnen de Italianen met 2-0, ze zouden later Europees kampioen worden. In hetzelfde jaar haalden de Bulgarije de finale van de Olympische Spelen in Mexico, in de finale werd met 4-1 verloren van Hongarije.

#### WK 1970
Tegenstanders in de kwalificatie waren twee opkomende landen het Nederland van Johan Cruijff en het Polen van Kazimierz Deyna. Alle drie de landen wonnen hun onderlinge thuiswedstrijden, de beslissing viel in Rotterdam toen Bulgarije met 1-1 gelijkspeelde tegen Nederland, Christo Bonev scoorde de gelijkmaker. De eindronde in Mexico werd opnieuw een flop, Bulgarije verspeelde een 2-0 voorsprong tegen Peru, verloor met 3-2 en na een 5-2 nederlaag tegen West-Duitsland was de ploeg al na twee wedstrijden uitgeschakeld. Ook tegen Marokko werd niet gewonnen (1-1), zodat het land nog steeds moest wachten op hun eerste zege op een WK.

#### EK 1972

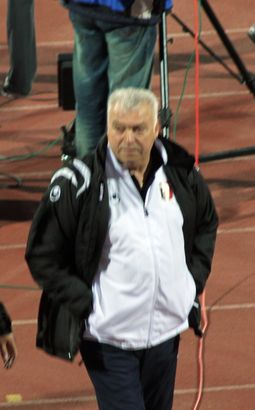
Christo Bonev

Belangrijkste tegenstander in de kwalificatie was Hongarije, de thuiswedstrijd werd met 3-0 gewonnen, maar door een 2-0 nederlaag in Boedapest, een nederlaag tegen Frankrijk en een gelijkspel thuis tegen Noorwegen kwam de ploeg twee punten tekort. Erger was de dood van Asparuhov, hij overleed bij een auto-ongeluk, honderdduizenden Bulgaren bewezen de eerste grote Bulgaarse voetballer de laatste eer.

#### WK 1974
Bulgarije had weinig moeite zich opnieuw te plaatsen voor het WK, een gelijkspel in Lissabon tegen Portugal volstond dankzij twee goals van Bonev, die de opvolger werd van Ashapourov. Na een 0-0 gelijkspel tegen Zweden leek Bulgarije op weg naar de eerste zege op een eindronde, maar door een fout van doelman Goranov werd een 1-0 voorsprong tegen Uruguay weggegeven: 1-1. Er moest nu gewonnen worden van het Nederland van Johan Cruijff, maar tegen het aanvallend sterke en verdedigend keiharde totaalvoetbal van de Nederlanders waren de Bulgaren niet opgewassen: 4-1. Net als de (ex-) wereldkampioenen Italië, Uruguay, West-Duitsland en Brazilië plaatsten de Bulgaren zich vier keer achter elkaar voor het WK, maar hun cijfers waren dramatisch: 12 wedstrijden, nul overwinningen, vier gelijke spelen, acht nederlagen en de doelcijfers: 9 voor en 29 tegen.

#### 1974–1984
Daarna kwamen vijf kwalificatie-toernooien zonder zich te plaatsen voor een eindtoernooi, voor het WK van 1978 had Bulgarije genoeg aan een gelijkspel tegen Frankrijk om zich voor de vijfde keer te kwalificeren, maar een 3-1 nederlaag zorgde voor de eerste uitschakeling sinds 1958. In de andere kwalificatie-toernooien speelde Bulgarije geen rol van betekenis. Voor het EK van 1984 moest Bulgarije de laatste wedstrijd uit tegen Joegoslavië spelen, de winnaar zou zich plaatsen voor het toernooi, bij een gelijkspel zou Wales profiteren. Bij een 2-2 stand kozen beide landen vol voor de aanval, in de laatste minuut kwamen drie Bulgaren vrij voor de doelman, maar ze kregen de bal er niet in, waarna bij de tegenaanval Radanović het winnende doelpunt voor Joegoslavië scoorde.

#### WK 1986
Bulgarije had in de kwalificatie voor het WK van 1986 drie geduchte tegenstanders: Oost-Duitsland, Joegoslavië en vooral Europees kampioen Frankrijk. In het voorjaar van 1985 werden alle drie de thuiswedstrijden gewonnen en door de onderlinge resultaten volstond nu een zege op Luxemburg: 1-3. Op het WK in Mexico speelde Bulgarije gelijk tegen Italië en Zuid-Korea, waarna een 2-0 nederlaag volgde tegen het Argentinië van Diego Maradona. Bulgarije eindigde als derde in zijn groep, maar omdat Bulgarije tot de beste nummers drie van het toernooi behoorde plaatste Bulgarije zich toch voor de achtste finales. Het land was echter kansloos tegen het gastland: 2-0.

### Tijdperk Stoitsjkov (1986–2000), halve finale WK 1994

#### 1986–1992

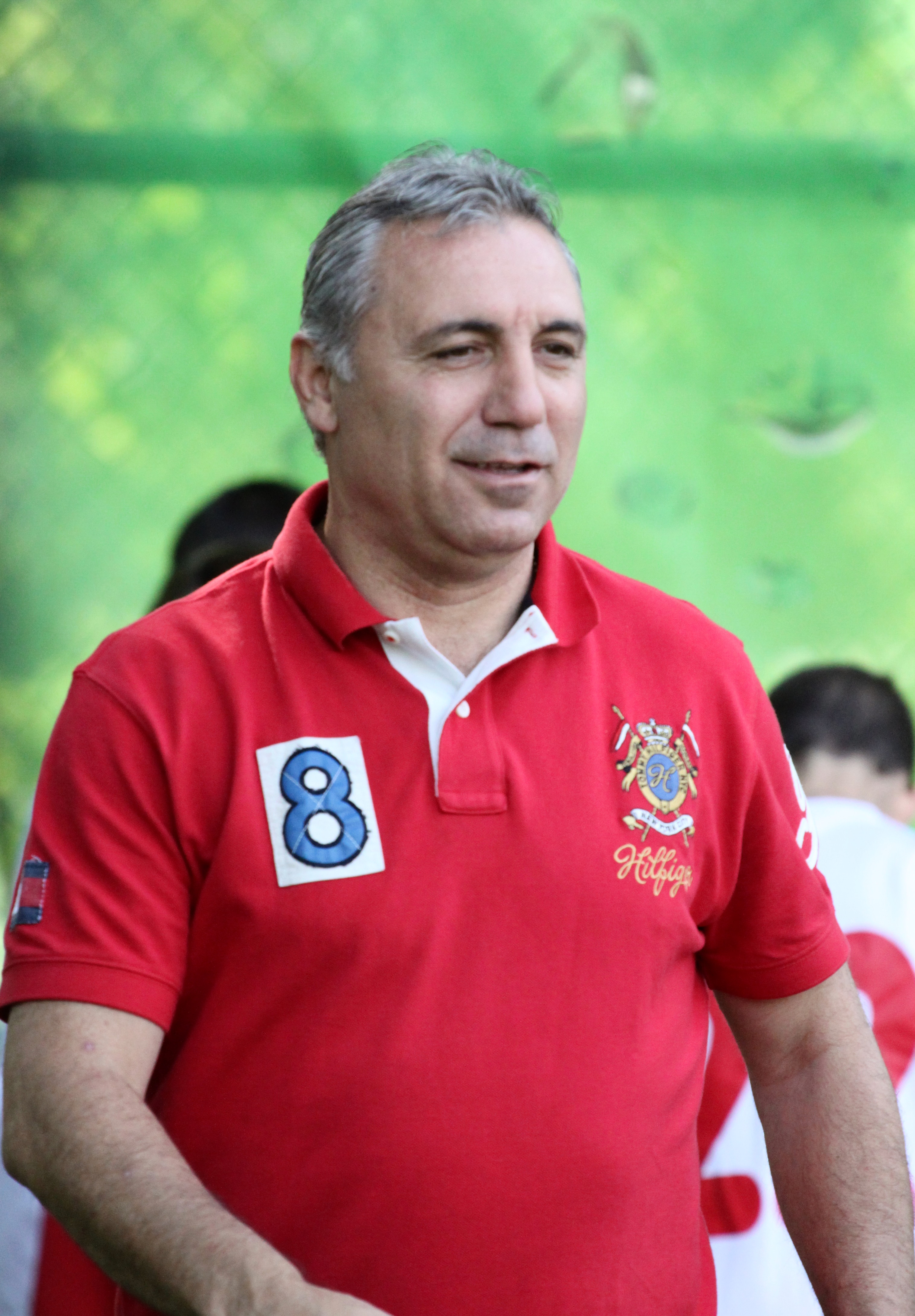
Christo Stoitsjkov

In 1987 leek Bulgarije zich voor de eerste keer voor een EK-eindronde te plaatsen, na een 2-0 zege op België had Bulgarije nog één punt nodig om enig rivaal Ierland voor te blijven. Een 2-0 nederlaag in Dublin was nog niet fataal, maar door in de laatste wedstrijd thuis van Schotland te verliezen door een laat doelpunt gingen de Ieren naar het EK. Hoop gaf de voorhoede van Sredets Sofia (het voormalige CSKA Sofia), waar het aanvalsduo Emil Kostadinov, Ljoeboslav Penev en met name Christo Stoitsjkov doorbraken. In de halve finale van de Europa Cup tegen FC Barcelona imponeerde Stoitsjkov dermate, dat de Bulgaar het volgend jaar naar de topclub vertrok. De resultaten van het Bulgaarse team bleven nog achter, voor het WK van 1990 eindigde Bulgarije op de vierde en laatste plaats. Ook het kwalificatie-toernooi voor het EK van 1992 leverde slechts een vierde plaats op, positief was een 0-3 uitzege op Roemenië, maar twee nederlagen tegen Zwitserland brak het land op.

#### WK 1994

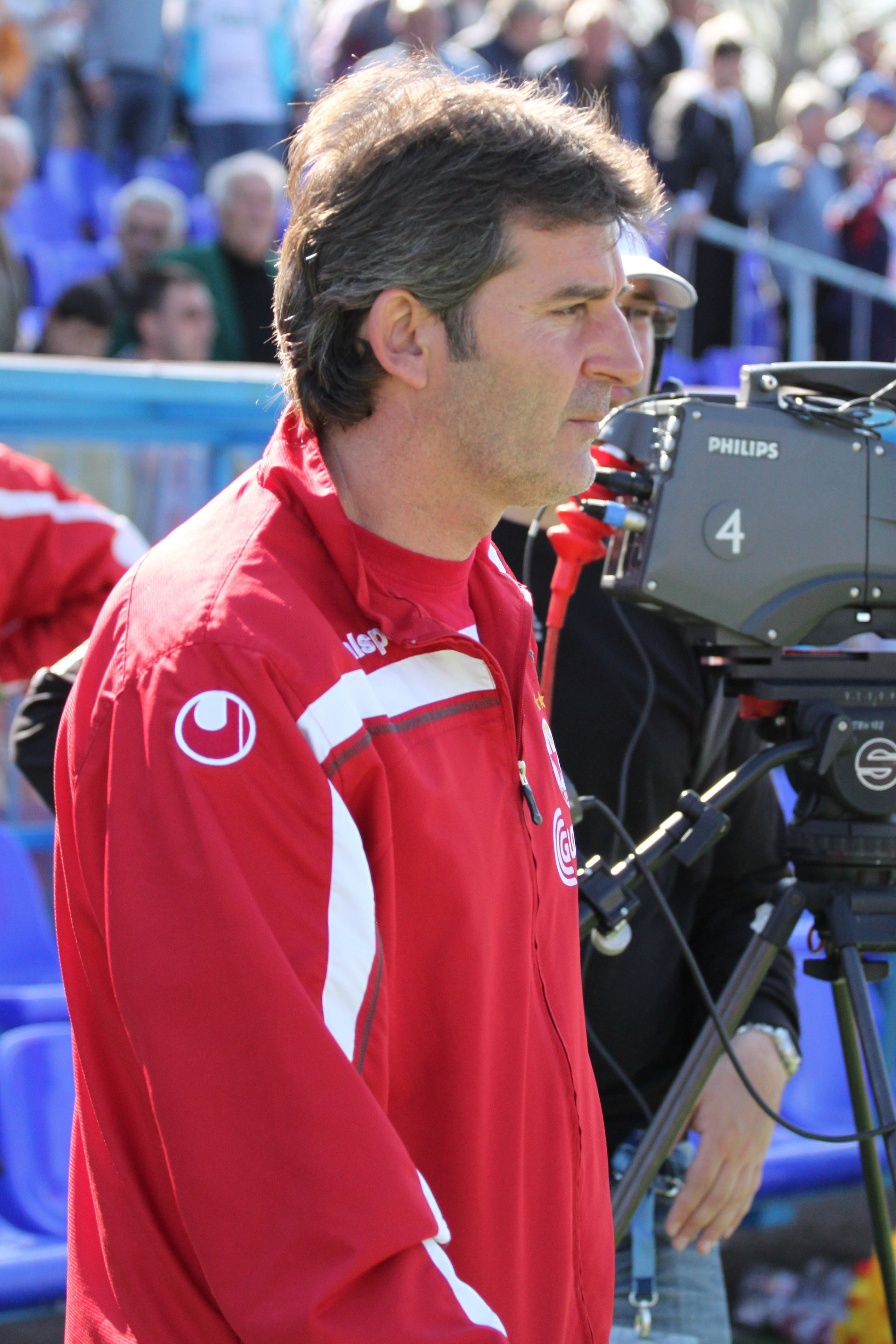
Emil Kostadinov

Stoitsjkov groeide bij Barcelona uit tot een internationale ster, in 1992 won hij als eerste Bulgaar de Europa Cup I. Kwalificatie voor het WK van 1994 begon goed met een 2-0 zege op Frankrijk, maar door een serie mindere resultaten (2-0 verlies tegen Zweden, 3-1 tegen Oostenrijk, thuis gelijk tegen Israël) zorgde voor een flinke achterstand op Zweden en Frankrijk. Na een 1-1 gelijkspel thuis tegen Zweden had Bulgarije een wonder nodig om zich te plaatsen. Dat wonder gebeurde in Parijs, waar Frankrijk in de slotminuten tegen Israël een 2-1 voorsprong verspeelde en met 2-3 won. Bulgarije moest nu ook winnen in Parijs, een minuut voor tijd was de stand 1-1 door doelpunten van Éric Cantona en Emile Kostadinov. In de slotminuut verspeelde David Ginola namens Frankrijk de bal in zijn eigen strafgebied, dankzij een razendsnelle counter scoorde Kostadinov het winnende doelpunt en de wedstrijd was meteen afgelopen. Het WK in de Verenigde Staten begon slecht, Nigeria troefde de Bulgaren met 3-0 af, de tweede wedstrijd leverde eindelijk de eerste WK-zege op een eindronde op: 4-0 tegen buurland Griekenland. In de laatste groepswedstrijd tegen Argentinië zou een gelijkspel genoeg zijn om de achtste finales te halen, vlak voor de wedstrijd raakte Argentinië Maradona kwijt vanwege betrapping op doping. In de tweede helft sloeg Bulgarije toe en door doelpunten van Stoitsjkov en Sirakov werd een 2-0 zege geboekt. In de achtste finale tegen Mexico moesten strafschoppen de beslissing brengen, Yordan Letchkov zorgde voor de beslissende penalty. De kwartfinale tegen Duitsland ontbrandde in de tweede helft, een vrij onschuldige buiteling van Jürgen Klinsmann tegen Letchkov werd bestraft met een strafschop, die Lothar Matthäus benutte. Vlak daarna leek de beslissing te vallen, Rudi Völler scoorde, het score-boord gaf al 2-0 aan, maar het doelpunt werd afgekeurd vanwege buitenspel. Daarna kantelde de wedstrijd, Stoitsjkov scoorde uit een vrije trap, waarna nota bene de voor Hamburger SV Letchkov de wedstrijd besliste met een kopgoal. In de halve finale tegen Italië werd Bulgarije overklatst door twee doelpunten van Roberto Baggio, Bulgarije kwam niet verder dan een benutte strafschop van Stoitsjkov. De wedstrijd om de derde plaats werd een farce, binnen drie dagen moest er van New York naar Los Angeles gereisd worden en in de eerste helft was de stand al 4-0 voor Zweden. Stoitsjkov werd samen met de Rus Salenko topscorer van het toernooi met zes goals en werd gekozen tot Europees voetballer van het jaar.

#### EK 1996
Na een moeizaam jaar bij FC Barcelona vertrok Stoitsjkov naar Parma Calcio 1913, waar hij weinig indruk maakte en al naar een jaar terugkeerde bij de Catalaanse club. Bij het Bulgaarse team was hij nog steeds van grote waarde, hij scoorde tien keer in de kwalificatie. Na zeven van de tien wedstrijden was Bulgarije voor de eerste keer al zeker van kwalificatie voor het EK, het plaatste zich samen met Duitsland met gemak voor de eindronde, belangrijkste zege was een 3-2 zege op de Duitsers na een 0-2 achterstand. Bulgarije begon het EK in Engeland met een 1-1 gelijkspel tegen Spanje en een 1-0 zege op Roemenië. Winst op Frankrijk was nodig om de kwartfinales te halen, maar Bulgarije verloor kansloos met 3-1, dieptepunt was een eigen doelpunt van aanvaller Penev. Bulgarije had nog hoop als Spanje niet zou winnen van Roemenië, maar door een laat doelpunt van Amor moesten de Bulgaren naar huis. Alle drie de doelpunten werden gemaakt door Stoitsjkov, uit een strafschop, uit een solo en uit een vrije trap. Bondscoach Penev werd na het toernooi ontslagen.

#### WK 1998

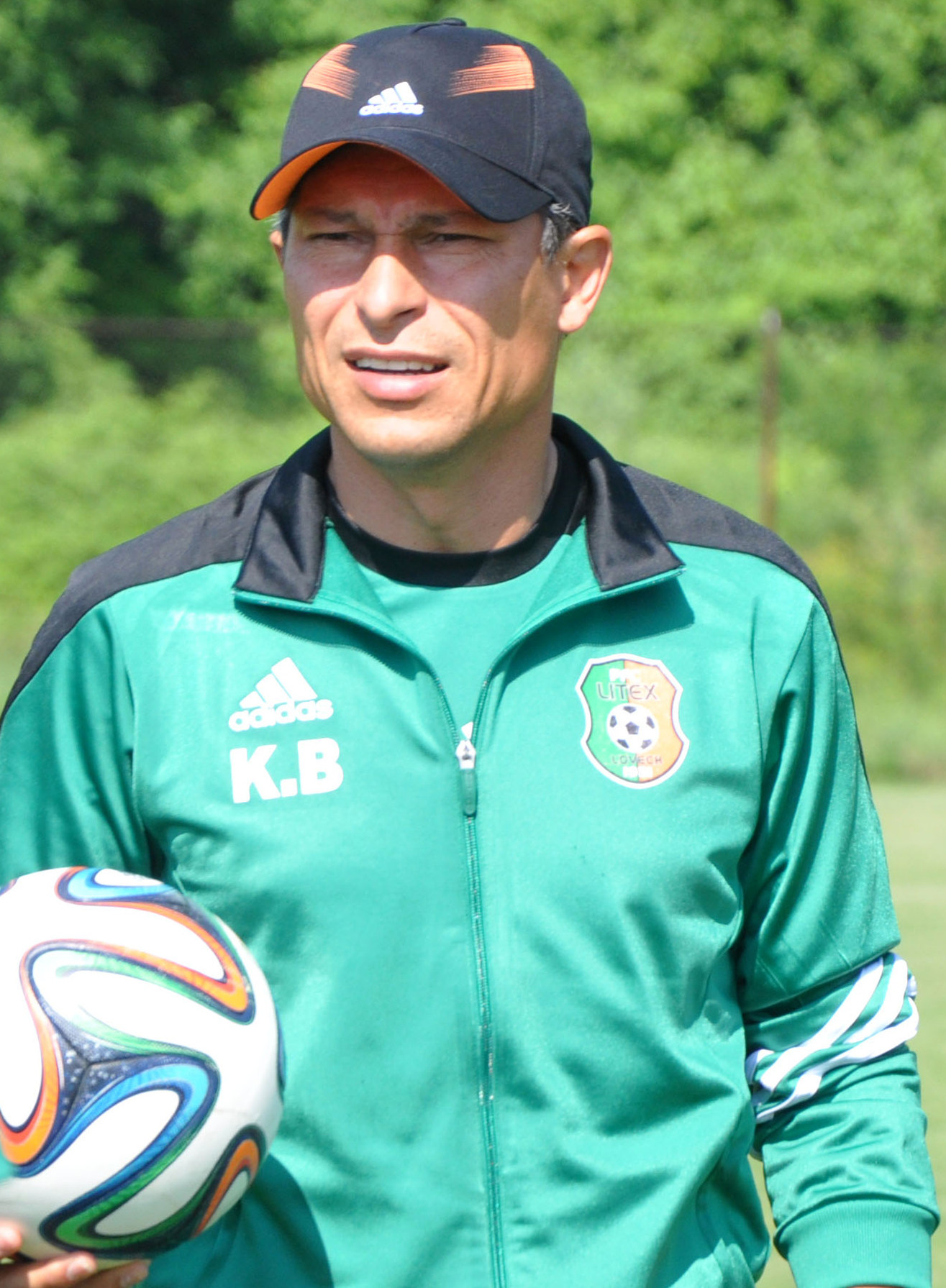
Krasimir Balakov

Nog steeds draaide het Bulgaarse team om de "Gouden Generatie" van het WK van 1994, maar de heren raakten behoorlijk op leeftijd. De kwalificatie begon slecht met een nederlaag tegen Israël, maar na vijf achtereenvolgende overwinningen zou een zege op de enige concurrent Rusland genoeg zijn voor plaatsing. De Bulgaren stonden de hele wedstrijd zwaar onder druk, maar een doelpunt van de bebaarde verdediger Trifon Ivanov leverde de overwinning op. Het WK in Frankrijk begon slecht met een 0-0 gelijkspel tegen Paraguay en een 1-0 nederlaag tegen Nigeria. Bulgarije moest nu winnen van Spanje om kans te maken op de achtste finales, maar het uitgebluste elftal werd met 6-1 weggespeeld. Stoitsjkov kon niet meer zijn drempel op het team drukken, hij werd zelfs gewisseld in de rust. Een hele generatie nam afscheid van het nationale team, alleen Stoitsjkov en Krasimir Balakov gingen nog verder.

#### EK 2000
Met een sterk verjongd team en een inmiddels weer in de Bulgaarse competitie spelende Stoitsjkov was de start slecht: 0-3 thuis tegen het jaren niet presterende Polen. Bulgarije eindigde op, de vierde en voorlaatste plaats in zijn groep met alleen overwinningen op Luxemburg en twee gelijke spelen tegen Engeland. Stoitsjkov nam afscheid van het nationale team, een tijdperk werd afgesloten. In deze periode maakte Dimitar Berbatov zijn debuut.

### Tijdperk Berbatov (2000–2010)

#### WK 2002

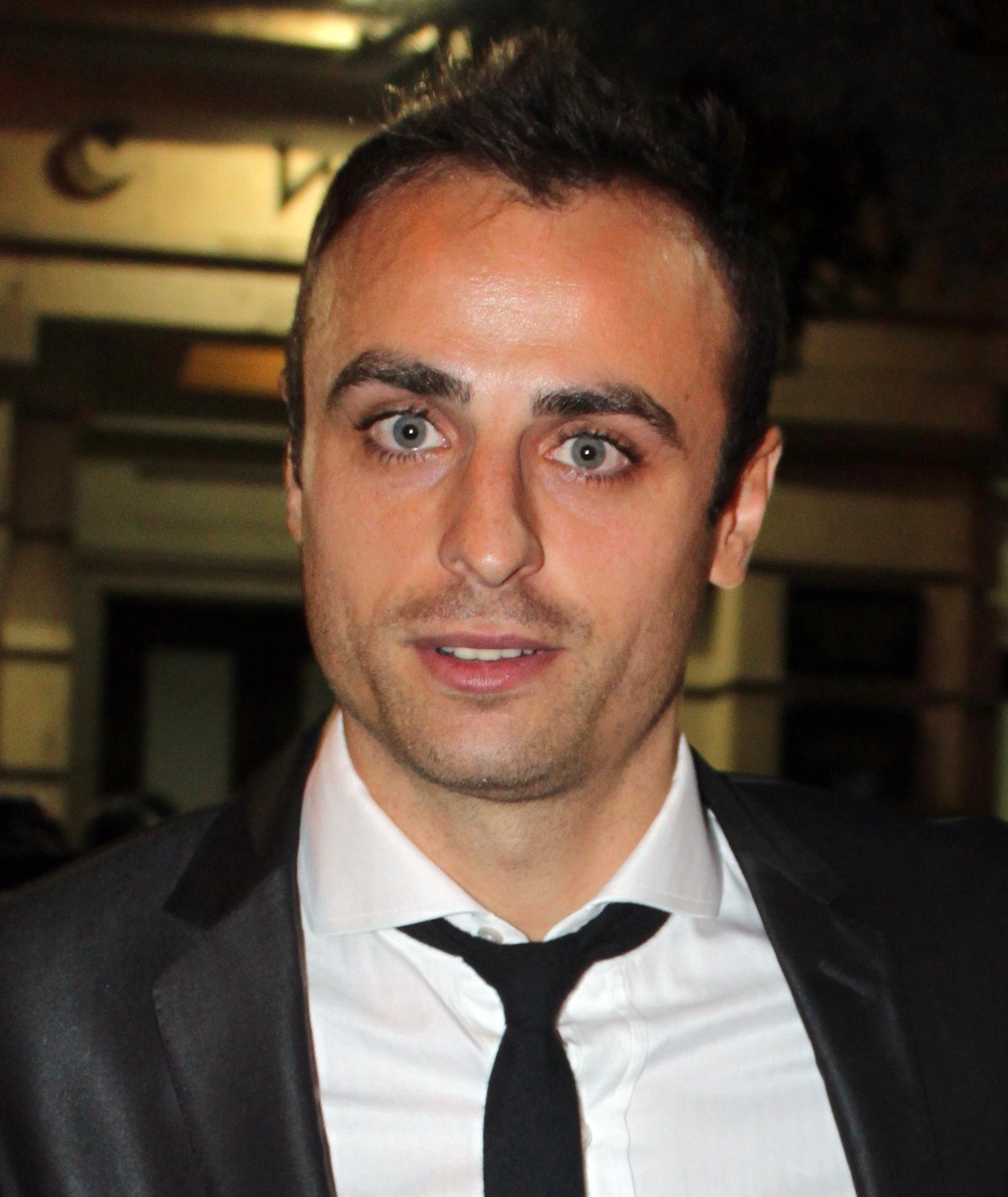
Dimitar Berbatov

Bulgarije begon de kwalificatie met een 0-1 nederlaag tegen Tsjechië, maar een sterke serie van vijf zeges en twee gelijke spelen en veel puntverlies bij de concurrenten (Denemarken en Tsjechië) bracht Bulgarije op de eerste plaats in de groep met één punt voorsprong op Denemarken. Berbatov groeide uit tot het grote talent van Bulgarije met vijf goals en verdiende een transfer naar Bayer Leverkusen. Op de voorlaatste speeldag verloor Bulgarije de kooppositie door thuis met 0-2 te verliezen van Denemarken, op de laatste speeldag stond het gelijk in punten met de Tsjechen, maar door een slechter doelsaldo moesten de Bulgaren in Praag winnen om de Play-Offs te halen. Dat lukte bij lange na niet, want door een 6-0 nederlaag was Bulgarije uitgeschakeld.

#### EK 2004
Bulgarije kende een perfecte start om het EK te halen, het won tweemaal met 2-0 van de directe concurrenten, 0-2 in Brussel tegen België, 2-0 thuis tegen Kroatië en gaf deze voorsprong niet uit handen. Tijdens de kwalificatie nam het afscheid van de 37-jarige Balakov, de laatste speler van het team dat de halve finale haalde van het WK in Amerika. Het EK in Portugal kon niet slechter beginnen, het team werd totaal overklatst door Zweden: 5-0. De overige wedstrijden tegen Denemarken en Italië gingen ook verloren en met nul punten en een doelsaldo van een voor en negen tegen was de toernooideelname finiaal geflopt.

#### 2004–2010
Na dit debacle nam "living legend" Christo Stoitsjkov de leiding over van het nationale team. Het kwalificatie-toernooi voor het EK 2016 begon voorspoedig met zeven punten uit drie wedstrijden, maar duidelijke nederlagen tegen Zweden (tweemaal 3-0) en Kroatië thuis (1-3) bracht de ploeg in een kansloze positie. Kwalificatie voor het EK van 2008 leverde een spannende strijd met Roemenië en Nederland, uiteindelijk kwam de ploeg één punt tekort ten opzichte van Nederland, twee gelijke spelen tegen Albanië brak de ploeg op. Het WK-kwalificatietoernooi van 2010 leverde meteen een achterstand op na vier gelijke spelen, een 2-0 nederlaag tegen Italië en vooral een 4-1 nederlaag tegen Cyprus bracht de ploeg in een onmogelijke positie, de achterstand op nummer twee Ierland was vier punten. Berbatov groeide uit tot een van de succesvolste spitsen van de premier League, hij speelde bij de topclubs Tottenham Hotspur en Manchester United. Succes met zijn land zat er niet en hij besloot in 2010 te stoppen met het nationale team, hij was wel de topscorer aller tijden met 48 doelpunten.

### Neergang (2010–heden)
Kwalificatie voor het EK van 2012 was een nieuw dieptepunt, Bulgarije eindigde als vijfde en laatste in zijn groep. Voor het WK van 2014 stond Bulgarije twee wedstrijden voor het einde op de tweede plaats achter het ongenaakbare Italië, nederlagen in de laatste twee wedstrijden tegen Armenië en Tsjechië leverde uiteindelijk de vierde plek op in zijn groep. Ook voor EK van 2016 zat er niet meer in als een vierde plaats, de ploeg speelde al snel geen rol van betekenis na een slechte start. Dieptepunt was een 1-1 gelijkspel thuis tegen Malta, waarna coach en ex-speler Loeboesjav Penev ontslagen werd. Bulgarije was wel lang in de running om zich te plaatsen voor het WK van 2018 mede door verrassende overwinningen op Nederland (2-0, hetgeen leidde tot het ontslag van bondscoach Danny Blind) en Zweden (3-2). Alle uitwedstrijden gingen echter verloren en na een thuisnederlaag tegen Frankrijk was de ploeg definitief uitgeschakeld. De kwalificatie eindigde in het eerste punt in een uitwedstrijd, 1-1 tegen Luxemburg.

## Deelname aan internationale toernooien

### Wereldkampioenschap
| Wereldkampioenschap voetbal | Wereldkampioenschap voetbal | Wereldkampioenschap voetbal | Wereldkampioenschap voetbal | Wereldkampioenschap voetbal | Wereldkampioenschap voetbal | Wereldkampioenschap voetbal | Wereldkampioenschap voetbal | Wereldkampioenschap voetbal | Wereldkampioenschap voetbal |
| Jaar                        | Ronde                       | Wed.                        | W                           | G                           | V                           | DV                          | DT                          | Kwal                        |                             |
| --------------------------- | --------------------------- | --------------------------- | --------------------------- | --------------------------- | --------------------------- | --------------------------- | --------------------------- | --------------------------- | --------------------------- |
| 1930                        | Geen deelname               | Geen deelname               | Geen deelname               | Geen deelname               | Geen deelname               | Geen deelname               | Geen deelname               | Geen deelname               |                             |
| 1934                        | Niet gekwalificeerd         | Niet gekwalificeerd         | Niet gekwalificeerd         | Niet gekwalificeerd         | Niet gekwalificeerd         | Niet gekwalificeerd         | Niet gekwalificeerd         | Niet gekwalificeerd         |                             |
| 1938                        | Niet gekwalificeerd         | Niet gekwalificeerd         | Niet gekwalificeerd         | Niet gekwalificeerd         | Niet gekwalificeerd         | Niet gekwalificeerd         | Niet gekwalificeerd         | Niet gekwalificeerd         |                             |
| 1950                        | Geen deelname               | Geen deelname               | Geen deelname               | Geen deelname               | Geen deelname               | Geen deelname               | Geen deelname               | Geen deelname               |                             |
| 1954                        | Niet gekwalificeerd         | Niet gekwalificeerd         | Niet gekwalificeerd         | Niet gekwalificeerd         | Niet gekwalificeerd         | Niet gekwalificeerd         | Niet gekwalificeerd         | Niet gekwalificeerd         |                             |
| 1958                        | Niet gekwalificeerd         | Niet gekwalificeerd         | Niet gekwalificeerd         | Niet gekwalificeerd         | Niet gekwalificeerd         | Niet gekwalificeerd         | Niet gekwalificeerd         | Niet gekwalificeerd         |                             |
| 1962                        | Groepsfase                  | 3                           | 0                           | 1                           | 2                           | 1                           | 7                           | (Kwal.)                     |                             |
| 1966                        | Groepsfase                  | 3                           | 0                           | 0                           | 3                           | 1                           | 8                           | (Kwal.)                     |                             |
| 1970                        | Groepsfase                  | 3                           | 0                           | 1                           | 2                           | 5                           | 9                           | (Kwal.)                     |                             |
| 1974                        | Groepsfase                  | 3                           | 0                           | 2                           | 1                           | 2                           | 5                           | (Kwal.)                     |                             |
| 1978                        | Niet gekwalificeerd         | Niet gekwalificeerd         | Niet gekwalificeerd         | Niet gekwalificeerd         | Niet gekwalificeerd         | Niet gekwalificeerd         | Niet gekwalificeerd         | Niet gekwalificeerd         |                             |
| 1982                        | Niet gekwalificeerd         | Niet gekwalificeerd         | Niet gekwalificeerd         | Niet gekwalificeerd         | Niet gekwalificeerd         | Niet gekwalificeerd         | Niet gekwalificeerd         | Niet gekwalificeerd         |                             |
| 1986                        | Achtste finale              | 4                           | 0                           | 2                           | 2                           | 2                           | 6                           | (Kwal.)                     |                             |
| 1990                        | Niet gekwalificeerd         | Niet gekwalificeerd         | Niet gekwalificeerd         | Niet gekwalificeerd         | Niet gekwalificeerd         | Niet gekwalificeerd         | Niet gekwalificeerd         | Niet gekwalificeerd         |                             |
| 1994                        | Vierde                      | 7                           | 3                           | 1                           | 3                           | 10                          | 11                          | (Kwal.)                     |                             |
| 1998                        | Groepsfase                  | 3                           | 0                           | 1                           | 2                           | 1                           | 7                           | (Kwal.)                     |                             |
| 2002                        | Niet gekwalificeerd         | Niet gekwalificeerd         | Niet gekwalificeerd         | Niet gekwalificeerd         | Niet gekwalificeerd         | Niet gekwalificeerd         | Niet gekwalificeerd         | Niet gekwalificeerd         |                             |
| 2006                        | Niet gekwalificeerd         | Niet gekwalificeerd         | Niet gekwalificeerd         | Niet gekwalificeerd         | Niet gekwalificeerd         | Niet gekwalificeerd         | Niet gekwalificeerd         | Niet gekwalificeerd         |                             |
| 2010                        | Niet gekwalificeerd         | Niet gekwalificeerd         | Niet gekwalificeerd         | Niet gekwalificeerd         | Niet gekwalificeerd         | Niet gekwalificeerd         | Niet gekwalificeerd         | Niet gekwalificeerd         |                             |
| 2014                        | Niet gekwalificeerd         | Niet gekwalificeerd         | Niet gekwalificeerd         | Niet gekwalificeerd         | Niet gekwalificeerd         | Niet gekwalificeerd         | Niet gekwalificeerd         | Niet gekwalificeerd         |                             |
| 2018                        | Niet gekwalificeerd         | Niet gekwalificeerd         | Niet gekwalificeerd         | Niet gekwalificeerd         | Niet gekwalificeerd         | Niet gekwalificeerd         | Niet gekwalificeerd         | Niet gekwalificeerd         |                             |
| 2022                        | Niet gekwalificeerd         | Niet gekwalificeerd         | Niet gekwalificeerd         | Niet gekwalificeerd         | Niet gekwalificeerd         | Niet gekwalificeerd         | Niet gekwalificeerd         | Niet gekwalificeerd         |                             |
| Totaal                      | 7 keer                      | 26                          | 3                           | 8                           | 15                          | 22                          | 53                          |                             |                             |

### Europees kampioenschap
| Europees kampioenschap voetbal | Europees kampioenschap voetbal | Europees kampioenschap voetbal | Europees kampioenschap voetbal | Europees kampioenschap voetbal | Europees kampioenschap voetbal | Europees kampioenschap voetbal | Europees kampioenschap voetbal | Europees kampioenschap voetbal | Europees kampioenschap voetbal |
| Jaar                           | Ronde                          | Wed.                           | W                              | G                              | V                              | DV                             | DT                             | Kwal                           |                                |
| ------------------------------ | ------------------------------ | ------------------------------ | ------------------------------ | ------------------------------ | ------------------------------ | ------------------------------ | ------------------------------ | ------------------------------ | ------------------------------ |
| 1960                           | Niet gekwalificeerd            | Niet gekwalificeerd            | Niet gekwalificeerd            | Niet gekwalificeerd            | Niet gekwalificeerd            | Niet gekwalificeerd            | Niet gekwalificeerd            | Niet gekwalificeerd            |                                |
| 1964                           | Niet gekwalificeerd            | Niet gekwalificeerd            | Niet gekwalificeerd            | Niet gekwalificeerd            | Niet gekwalificeerd            | Niet gekwalificeerd            | Niet gekwalificeerd            | Niet gekwalificeerd            |                                |
| 1968                           | Niet gekwalificeerd            | Niet gekwalificeerd            | Niet gekwalificeerd            | Niet gekwalificeerd            | Niet gekwalificeerd            | Niet gekwalificeerd            | Niet gekwalificeerd            | Niet gekwalificeerd            |                                |
| 1972                           | Niet gekwalificeerd            | Niet gekwalificeerd            | Niet gekwalificeerd            | Niet gekwalificeerd            | Niet gekwalificeerd            | Niet gekwalificeerd            | Niet gekwalificeerd            | Niet gekwalificeerd            |                                |
| 1976                           | Niet gekwalificeerd            | Niet gekwalificeerd            | Niet gekwalificeerd            | Niet gekwalificeerd            | Niet gekwalificeerd            | Niet gekwalificeerd            | Niet gekwalificeerd            | Niet gekwalificeerd            |                                |
| 1980                           | Niet gekwalificeerd            | Niet gekwalificeerd            | Niet gekwalificeerd            | Niet gekwalificeerd            | Niet gekwalificeerd            | Niet gekwalificeerd            | Niet gekwalificeerd            | Niet gekwalificeerd            |                                |
| 1984                           | Niet gekwalificeerd            | Niet gekwalificeerd            | Niet gekwalificeerd            | Niet gekwalificeerd            | Niet gekwalificeerd            | Niet gekwalificeerd            | Niet gekwalificeerd            | Niet gekwalificeerd            |                                |
| 1988                           | Niet gekwalificeerd            | Niet gekwalificeerd            | Niet gekwalificeerd            | Niet gekwalificeerd            | Niet gekwalificeerd            | Niet gekwalificeerd            | Niet gekwalificeerd            | Niet gekwalificeerd            |                                |
| 1992                           | Niet gekwalificeerd            | Niet gekwalificeerd            | Niet gekwalificeerd            | Niet gekwalificeerd            | Niet gekwalificeerd            | Niet gekwalificeerd            | Niet gekwalificeerd            | Niet gekwalificeerd            |                                |
| 1996                           | Groepsfase                     | 3                              | 1                              | 1                              | 1                              | 3                              | 4                              | (Kwal.)                        |                                |
| 2000                           | Niet gekwalificeerd            | Niet gekwalificeerd            | Niet gekwalificeerd            | Niet gekwalificeerd            | Niet gekwalificeerd            | Niet gekwalificeerd            | Niet gekwalificeerd            | Niet gekwalificeerd            |                                |
| 2004                           | Groepsfase                     | 3                              | 0                              | 0                              | 3                              | 1                              | 9                              | (Kwal.)                        |                                |
| 2008                           | Niet gekwalificeerd            | Niet gekwalificeerd            | Niet gekwalificeerd            | Niet gekwalificeerd            | Niet gekwalificeerd            | Niet gekwalificeerd            | Niet gekwalificeerd            | Niet gekwalificeerd            |                                |
| 2012                           | Niet gekwalificeerd            | Niet gekwalificeerd            | Niet gekwalificeerd            | Niet gekwalificeerd            | Niet gekwalificeerd            | Niet gekwalificeerd            | Niet gekwalificeerd            | Niet gekwalificeerd            |                                |
| 2016                           | Niet gekwalificeerd            | Niet gekwalificeerd            | Niet gekwalificeerd            | Niet gekwalificeerd            | Niet gekwalificeerd            | Niet gekwalificeerd            | Niet gekwalificeerd            | Niet gekwalificeerd            |                                |
| 2020                           | Niet gekwalificeerd            | Niet gekwalificeerd            | Niet gekwalificeerd            | Niet gekwalificeerd            | Niet gekwalificeerd            | Niet gekwalificeerd            | Niet gekwalificeerd            | Niet gekwalificeerd            |                                |
| 2024                           | Niet gekwalificeerd            | Niet gekwalificeerd            | Niet gekwalificeerd            | Niet gekwalificeerd            | Niet gekwalificeerd            | Niet gekwalificeerd            | Niet gekwalificeerd            | Niet gekwalificeerd            |                                |
| Totaal                         | 2 keer                         | 6                              | 1                              | 1                              | 4                              | 4                              | 13                             |                                |                                |

### UEFA Nations League
| 2018–19 | C | 29e | 6 | 3 | 2 | 1 | 7  | 5 | Stabiel |
| 2020–21 | B | 31e | 6 | 0 | 2 | 4 | 2  | 7 | Gedaald |
| 2022–23 | C | 40e | 6 | 2 | 3 | 1 | 10 | 8 | Stabiel |

## FIFA-wereldranglijst[1]
| 1993 | 1994 | 1995 | 1996 | 1997 | 1998 | 1999 | 2000 | 2001 | 2002 | 2003 | 2004 | 2005 | 2006 | 2007 | 2008 | 2009 | 2010 | 2011 | 2012 | 2013 | 2014 | 2015 | 2016 | 2017 | 2018 | 2019 | 2020 | 2021 | 2022 | 2023 | 2024 |
| ---- | ---- | ---- | ---- | ---- | ---- | ---- | ---- | ---- | ---- | ---- | ---- | ---- | ---- | ---- | ---- | ---- | ---- | ---- | ---- | ---- | ---- | ---- | ---- | ---- | ---- | ---- | ---- | ---- | ---- | ---- | ---- |
| 31   | 16   | 17   | 15   | 36   | 49   | 37   | 53   | 51   | 42   | 34   | 37   | 39   | 43   | 18   | 27   | 30   | 49   | 84   | 50   | 74   | 66   | 71   | 71   | 43   | 46   | 59   | 68   | 71   | 71   | 81   | 82   |

## Huidige selectie
Bijgewerkt tot en met 23 maart 2025, de interland tegen  Ierland in de UEFA Nations League.
| Nr.         | Naam               | Wed. | Dlpnt. | Club             |
| ----------- | ------------------ | ---- | ------ | ---------------- |
| Doel        |                    |      |        |                  |
| 1           | Ivan Djoelgerov    | 6    | 0      | CSKA Sofia       |
| 12          | Dimitar Sjejtanov  | 0    | 0      | Septemvri        |
| 23          | Plamen Iliev       | 21   | 0      | Tsjerno More     |
| Verdediging |                    |      |        |                  |
| 2           | Nikolaj Minkov     | 2    | 0      | Botev Plovdiv    |
| 2           | Viktor Popov       | 21   | 0      | Tsjerno More     |
| 3           | Zjivko Atanasov    | 13   | 0      | Tsjerno More     |
| 3           | Christijan Petrov  | `5   | 0      | Heerenveen       |
| 5           | Alex Petkov        | 16   | 0      | Śląsk Wrocław    |
| 6           | Valentin Antov     | 33   | 2      | Cremonese        |
| 14          | Anton Nedjalkov    | 31   | 0      | Loedogorets      |
| 15          | Simeon Petrov      | 10   | 0      | Fehérvár         |
| Middenveld  |                    |      |        |                  |
| 4           | Ilia Groejev       | 20   | 0      | Leeds United     |
| 5           | Fabian Nürnberger  | 7    | 0      | Darmstadt        |
| 8           | Andrian Kraev      | 11   | 1      | Casa Pia         |
| 13          | Stanislav Sjopov   | 3    | 0      | CSKA Sofia       |
| 16          | Marin Petkov       | 14   | 3      | Levski Sofia     |
| 17          | Georgi Milanov     | 50   | 2      | Dinamo Boekarest |
| 18          | Vasil Panajotov    | 5    | 1      | Tsjerno More     |
| 21          | Kristijan Stojanov | 0    | 0      | Slavia Sofia     |
| 22          | Ilian Iliev        | 19   | 0      | CSKA Sofia       |
| Aanval      |                    |      |        |                  |
| 7           | Radoslav Kirilov   | 21   | 2      | CSKA 1948        |
| 9           | Vladimir Nikolov   | 2    | 0      | Slavia Sofia     |
| 10          | Bozjidar Kraev     | 26   | 3      | Western Sydney   |
| 11          | Kiril Despodov     | 56   | 15     | PAOK Saloniki    |
| 19          | Stanislav Ivanov   | 5    | 0      | Arda Kardzjali   |
| 20          | Filip Krastev      | 24   | 1      | PEC Zwolle       |
| 21          | Lukas Petkov       | 6    | 0      | Elversberg       |

## Bekende spelers
- Georgi Antonov
- Georgi Asparoukhov
- Krasimir Balakov
- Dimitar Berbatov
- Daniel Borimirov
- Gosho Guinchev
- Ilian Iliev
- Trifon Ivanov
- Ilian Kiriakov
- Radostin Kishishev
- Emil Kostadinov
- Yordan Letchkov
- Borislav Mikhailov
- Ljoeboslav Penev
- Ivailo Petkov
- Martin Petrov
- Petko Petkov
- Stilijan Petrov
- Dimitar Popov
- Christo Stoitsjkov
- Zlatko Yankov
- Ivailo Yordanov
- Christo Jovov
- Zdravko Zdravkov

## Selecties

### Wereldkampioenschap
| Doel        |                    |  |  |                   |
| 1           | Boris Mihailov     |  |  | Botev Plovdiv     |
| 12          | Plamen Nikolov     |  |  | Levski Sofia      |
| Verdediging |                    |  |  |                   |
| 2           | Emil Kremenliev    |  |  | Levski Sofia      |
| 3           | Trifon Ivanov      |  |  | Neuchâtel Xamax   |
| 4           | Tzanko Tzvetanov   |  |  | Levski Sofia      |
| 5           | Petar Hubchev      |  |  | Hamburger SV      |
| 15          | Nikolai Iliev      |  |  | Stade Rennes      |
| Middenveld  |                    |  |  |                   |
| 6           | Zlatko Yankov      |  |  | Levski Sofia      |
| 9           | Yordan Letchkov    |  |  | Hamburger SV      |
| 11          | Daniel Borimirov   |  |  | Levski Sofia      |
| 19          | Georgi Georgiev    |  |  | FC Mulhouse       |
| 14          | Bontcho Guenchev   |  |  | Ipswich Town      |
| 13          | Ivailo Iordanov    |  |  | Sporting Lissabon |
| 16          | Ilian Kiriakov     |  |  | Etar Tarnovo      |
| 20          | Krassimir Balakov  |  |  | Sporting Lissabon |
| Aanval      |                    |  |  |                   |
| 7           | Emil Kostadinov    |  |  | FC Porto          |
| 8           | Christo Stoitsjkov |  |  | FC Barcelona      |
| 10          | Nasko Sirakov      |  |  | Levski Sofia      |
| 17          | Petar Mihtarski    |  |  | CSKA Sofia        |
| 18          | Petar Aleksandrov  |  |  | Neuchâtel Xamax   |
| 21          | Velko Iotov        |  |  | RCD Espanyol      |
| 22          | Ivajlo Andonov     |  |  | Albacete Balompié |

 Albanië ·  Andorra ·  Armenië ·  Azerbeidzjan ·  België ·  Bosnië en Herzegovina ·  Bulgarije ·  Cyprus ·  Denemarken ·  Duitsland ·  Engeland ·  Estland ·  Faeröer ·  Finland ·  Frankrijk ·  Georgië ·  Gibraltar ·  Griekenland ·  Hongarije ·  Ierland ·  IJsland ·  Israël ·  Italië ·  Kazachstan ·  Kosovo ·  Kroatië ·  Letland ·  Liechtenstein ·  Litouwen ·  Luxemburg ·  Malta ·  Moldavië ·  Montenegro ·  Nederland ·  Noord-Ierland ·  Noord-Macedonië ·  Noorwegen ·  Oekraïne ·  Oostenrijk ·  Polen ·  Portugal ·  Roemenië ·  Rusland ·  San Marino ·  Schotland ·  Servië ·  Slovenië ·  Slowakije ·  Spanje ·  Tsjechië ·  Turkije ·  Wales ·  Wit-Rusland ·  Zweden ·  Zwitserland
 Bohemen ·  Bohemen en Moravië ·  Duitse Democratische Republiek ·  Ierland ·  Joegoslavië ·  Servië en Montenegro ·  Tsjecho-Slowakije ·  GOS ·  Saarland ·  Sovjet-Unie
BFS · A-internationals · Selecties · Bondscoaches · Bulgaars vrouwenelftal · Olympisch elftal · Bulgarije U21 · Bulgarije U20 · Bulgarije U19 · Bulgarije U18 · Bulgarije U17 · Bulgarije U16
1924 – 1929 · 
1930 – 1939 · 
1940 – 1949 · 
1950 – 1959 · 
1960 – 1969 · 
1970 – 1979 · 
1980 – 1989 · 
1990 – 1999 · 
2000 – 2009 · 
2010 – 2019 ·
2020 − 2029
EK 1996 · 
EK 2004
WK 1962 · 
WK 1966 · 
WK 1970 · 
WK 1974 · 
WK 1986 · 
WK 1994 · 
WK 1998
OS 1924 · 
OS 1952 · 
OS 1956 · 
OS 1960 · 
OS 1968
1924 · 
1925 · 
1926 · 
1927 · 
1928 ·
1929 · 
1930 · 
1931 · 
1932 · 
1933 · 
1934 · 
1935 · 
1936 · 
1937 · 
1938 · 
1939 · 
1940 · 
1941 ·
1942 · 
1943 · 
1944 · 1945 · 
1946 ·
1947 · 
1948 · 
1949 · 
1950 · 
1952 · 
1952 · 
1953 · 
1954 · 
1955 · 
1956 · 
1957 · 
1958 · 
1959 · 
1960 · 
1961 · 
1962 · 
1963 · 
1964 · 
1965 · 
1966 · 
1967 · 
1968 · 
1969 · 
1970 · 
1971 · 
1972 · 
1973 · 
1974 · 
1975 · 
1976 · 
1977 · 
1978 · 
1979 · 
1980 · 
1981 · 
1982 · 
1983 · 
1984 · 
1985 · 
1986 · 
1987 · 
1988 · 
1989 · 
1990 · 
1991 · 
1992 · 
1993 · 
1994 · 
1995 · 
1996 · 
1997 · 
1998 · 
1999 · 
2000 · 
2001 · 
2002 · 
2003 · 
2004 · 
2005 · 
2006 · 
2007 · 
2008 · 
2009 · 
2010 · 
2011 · 
2012 · 
2013 · 
2014 · 
2015 ·
2016 ·
2017 ·
2018 ·
2019 ·
2020 ·
2021 ·
2022 ·
2023 ·
2024
Albanië ·
Algerije ·
Andorra ·
Argentinië ·
Armenië ·
Australië ·
Azerbeidzjan ·
België ·
Bolivia ·
Bosnië en Herzegovina ·
Brazilië ·
Canada · 
Chili ·
Cuba ·
Cyprus ·
DDR ·
Denemarken ·
Duitsland ·
Ecuador ·
Egypte ·
Engeland ·
Estland ·
Finland ·
Frankrijk ·
Georgië ·
Gibraltar ·
Griekenland ·
Hongarije ·
Ierland ·
IJsland ·
Indonesië ·
Iran ·
Israël ·
Italië ·
Jamaica ·
Japan ·
Joegoslavië ·
Jordanië ·
Kameroen ·
Kazachstan ·
Koeweit ·
Kosovo ·
Kroatië ·
Letland ·
Libanon ·
Litouwen ·
Luxemburg ·
Malta ·
Marokko ·
Mexico ·
Moldavië ·
Montenegro ·
Nederland ·
Nieuw-Caledonië ·
Nigeria ·
Noord-Ierland ·
Noord-Korea ·
Noord-Macedonië ·
Noorwegen ·
Oekraïne ·
Oman ·
Oostenrijk ·
Paraguay ·
Peru ·
Polen ·
Portugal ·
Qatar ·
Roemenië ·
Rusland ·
San Marino ·
Saoedi-Arabië ·
Schotland ·
Servië ·
Servië en Montenegro ·
Slovenië ·
Slowakije ·
Sovjet-Unie ·
Spanje ·
Tanzania ·
Thailand ·
Tsjechië ·
Tsjecho-Slowakije ·
Tunesië ·
Turkije ·
Uruguay ·
Verenigde Arabische Emiraten ·
Wales ·
Wit-Rusland ·
Zuid-Afrika ·
Zuid-Korea ·
Zweden ·
Zwitserland